# Cinchona lancifolia
Cinchona lancifolia és una planta del gènere Cinchona, de la família de les rubiàcies. En castellà rep els noms de Quina hoja de lanza, Quina amarilla i Quina naranja. Es fa a Veneçuela, Colòmbia i l'Equador.

## Descripció
Es troba a altituds d'entre 1.700-2.700 m i és un arbre perenne, de 10 a 12 m d'alçada, que acostuma a créixer en solitari. El tronc fa uns 40 cm de diàmetre. Les branques són rodones, erectes i braquiades, i creixen en parelles oposades. Les fulles són verdes, brillants, ovalo-lanceolades, i d'uns 11 cm de llarg. Les flors, oloroses, són d'un color blanc-rosat.

## Usos
Com totes les altres cincones, la seva escorça d'aquesta conté quinina, i és especial rica en l'alcaloide cinconina.  En medicina es fa servir per les seves propietats aromàtiques, balsàmiques, antipirètiques, d'antídot, nervines i febrífugues.

## Sinònims
- Quinquina lancifolia, Cinchona tunita, Cinchona lancifolia "var. angustifolia", Cinchona lancifolia "var. discolor", Cinchona condaminea "var. lancifolia", Cinchona lancifolia "var. vera"